# Charles John Napier

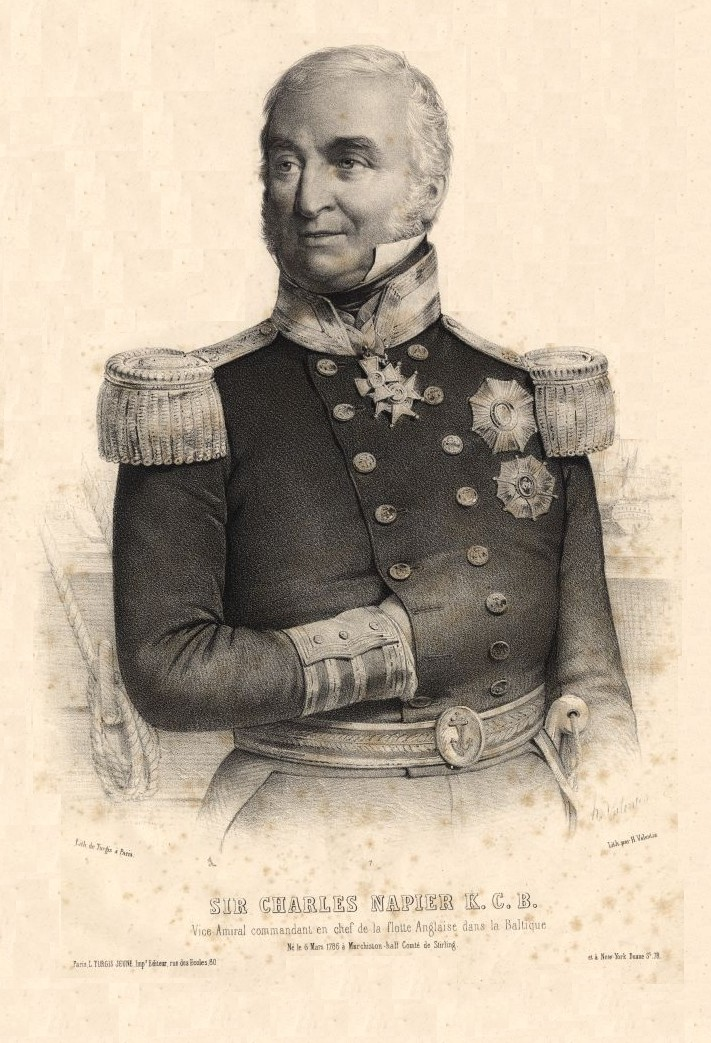
Retrato de Sir Charles Napier, por Henry Valentin. 1854.

Charles John Napier, KCB (6 de marzo de 1786 - 6 de noviembre de 1860), fue un marino escocés, almirante de la Royal Navy, que durante sus casi sesenta años en la Armada británica participó en múltiples conflictos militares como las Guerras Napoleónicas donde capturó la isla de Ponza el 26 de febrero de 1813, Guerra anglo-estadounidense, la Guerra de Siria, la Guerra de Crimea y la Guerras Liberales, en la que comandó la armada portuguesa.
Napier era el segundo hijo del Capitán Charles Napier y nieto de Francis, sexto Lord Napier, y por lo tanto descendiente directo del gran matemático John Napier. Nació en Merchiston Hall, cerca de Falkirk, el 6 de marzo de 1786, y estudió en la Royal High School, de Edimburgo.
Fue un innovador preocupado por el desarrollo de las nuevas tecnologías navales que surgieron a partir de la navegación a vapor y de los cascos de acero y fue también un defensor de la necesidad de humanizar la Marina Real Británica. También participó activamente en política como miembro del Parlamento por el partido liberal y fue también probablemente el oficial de la marina más conocida por el público a principios de la era victoriana. 